# Goppeln

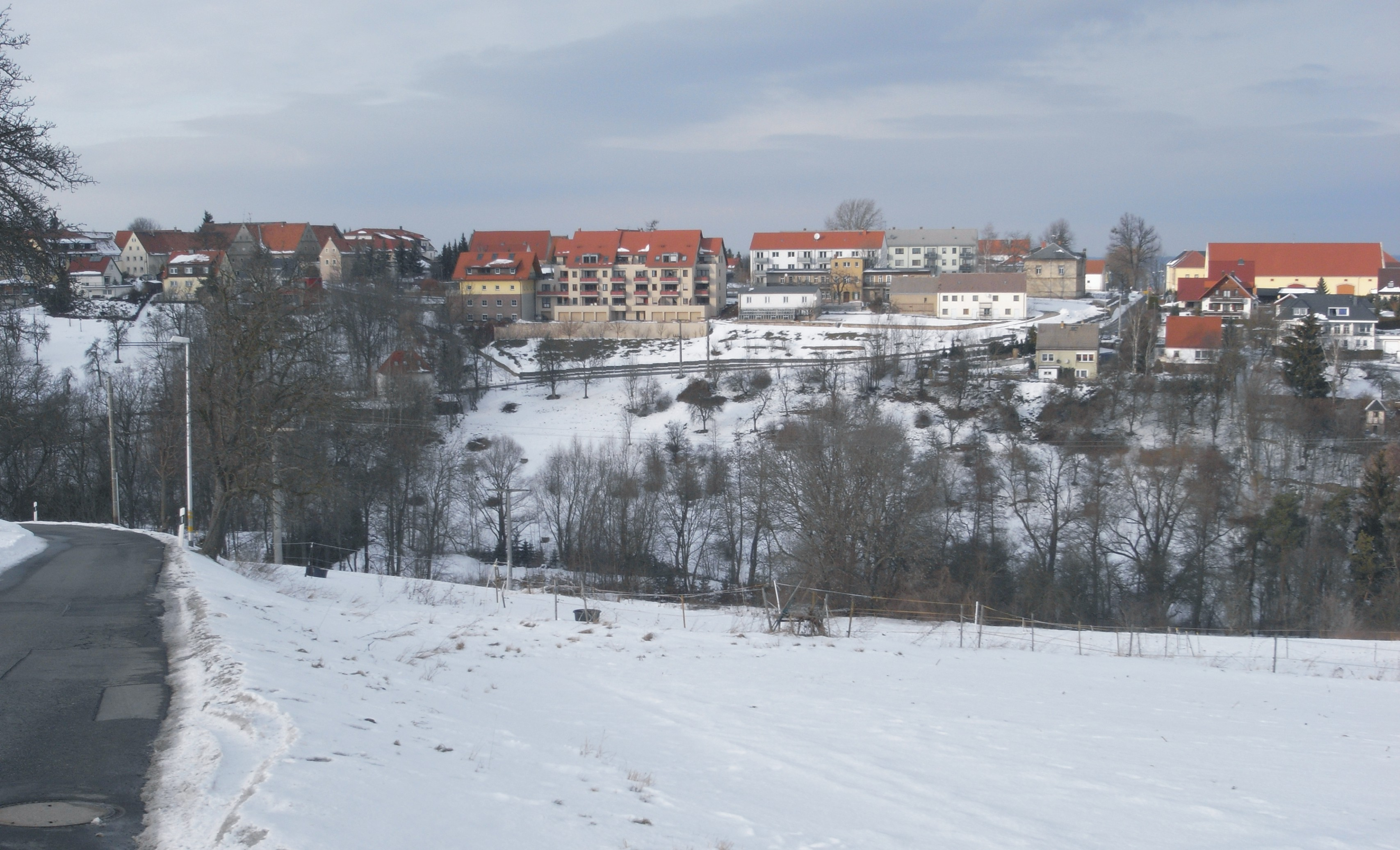
Goppeln am Gebergrund (Blick nach Nordwest)

Einer der drei Stauseen am Geberbach

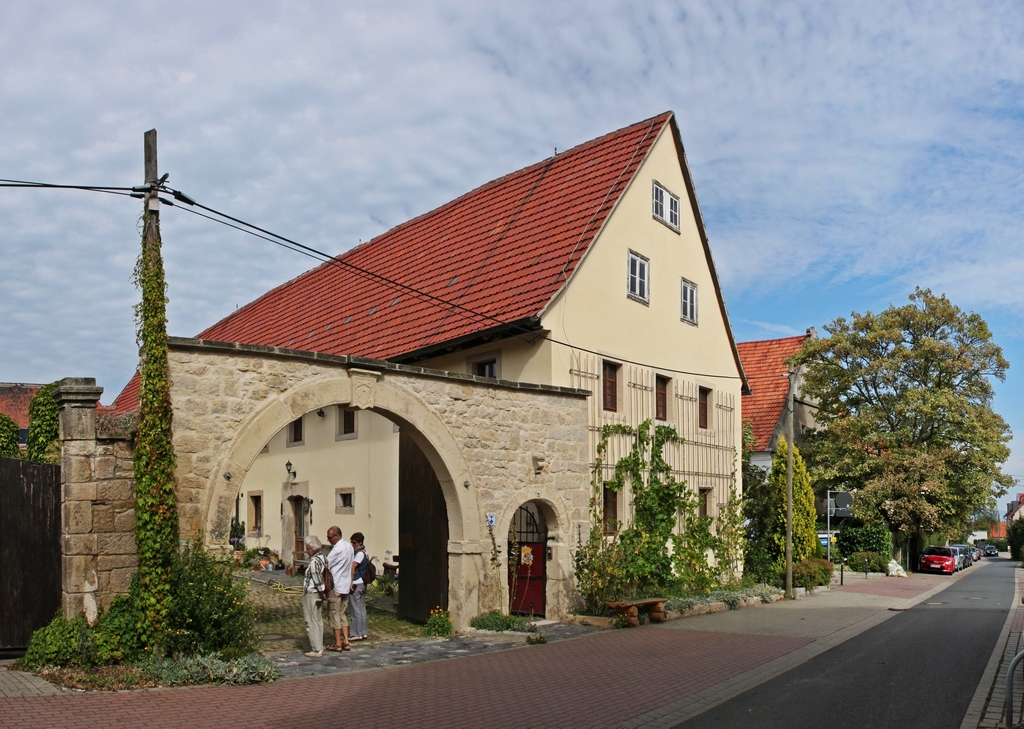
Blick auf einen historischen Bauernhof (erbaut 1784) an der Goppelner Dorfstraße.

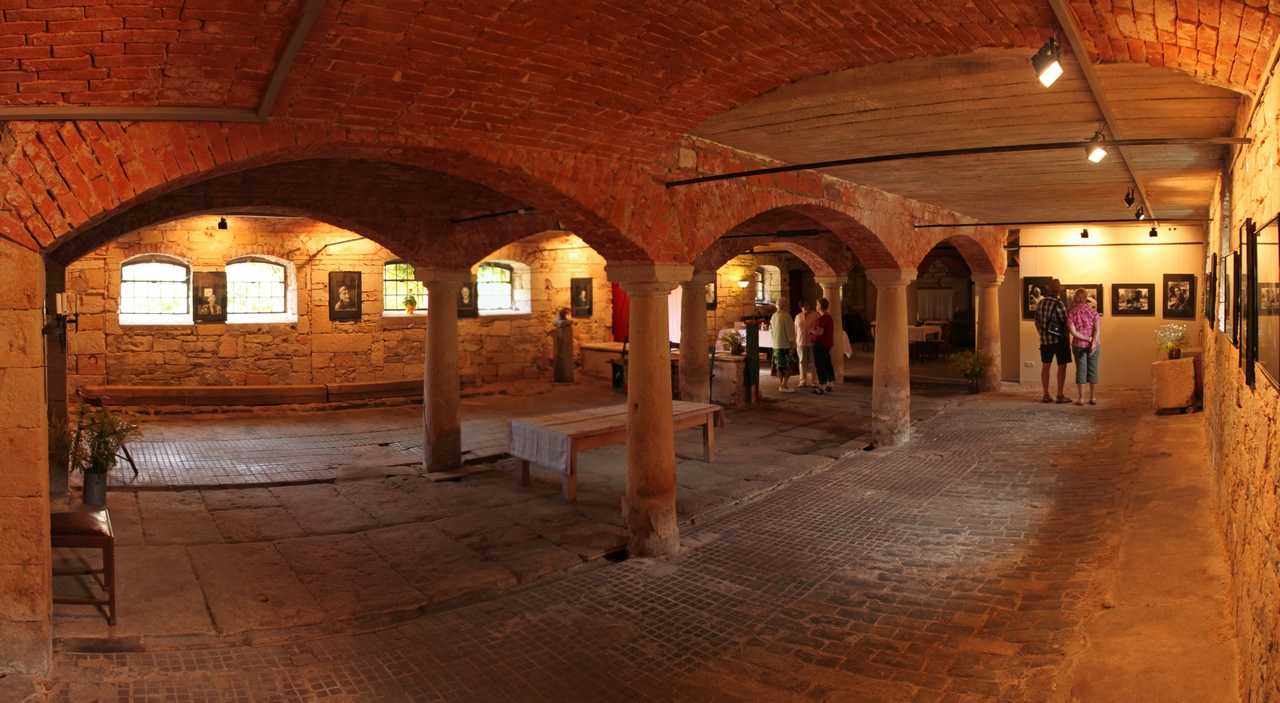
Blick in den ehemaligen Viehstall (datiert 1768) des Bauerngutes Dorfstraße 12

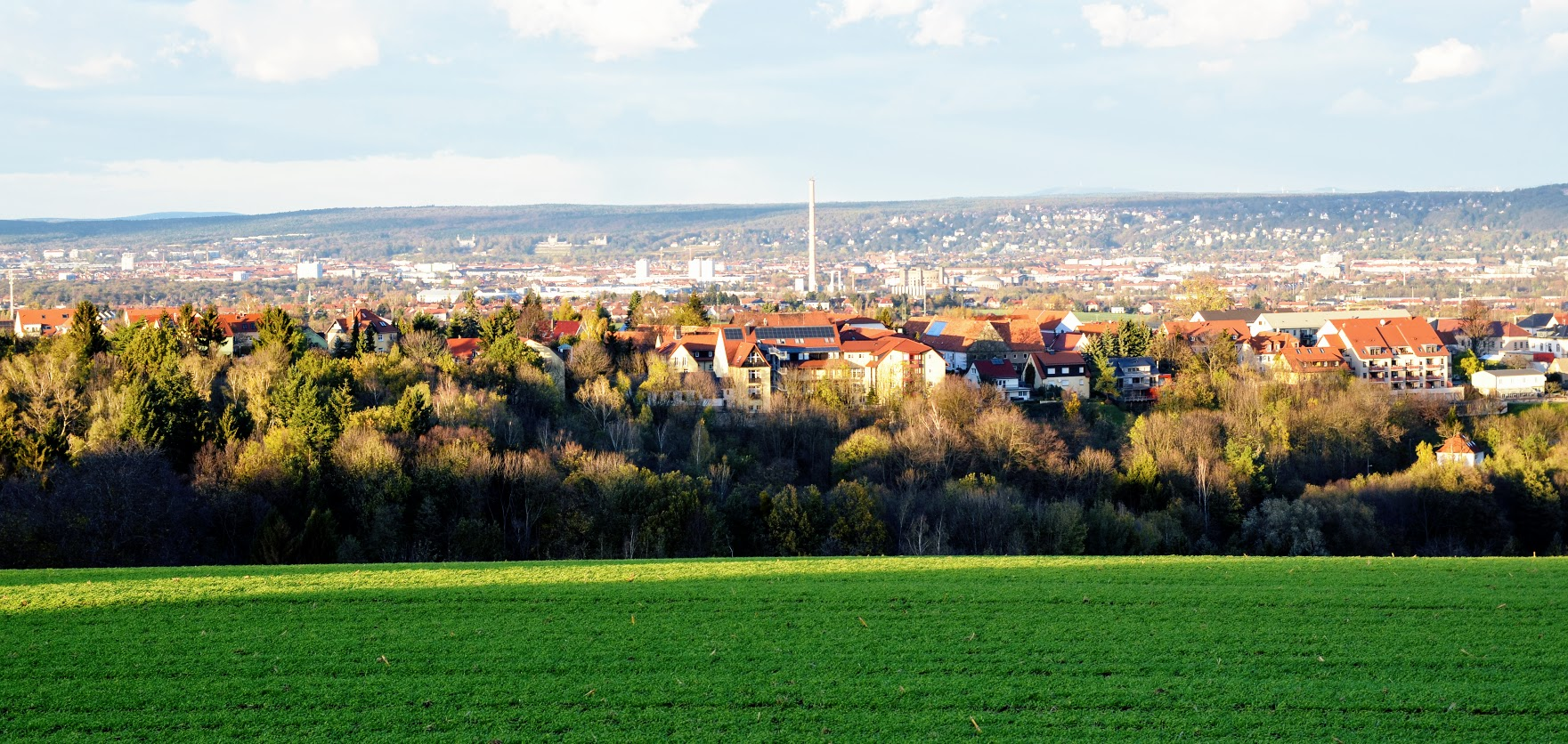
Blick von Golberode auf Goppeln am Gebergrund, im Hintergrund Dresden (2017)

Goppeln ist ein Ortsteil der sächsischen Gemeinde Bannewitz im Landkreis Sächsische Schweiz-Osterzgebirge.

## Geografie
Goppeln liegt auf den südlichen Hängen der Dresdner Elbtalweitung und weist eine durch die Landwirtschaft geprägte Ortsstruktur auf. Südlich des Orts schneidet der Gebergrund (von slaw. Javor, der Ahorn) in zirka 50 m in die Hochebene ein.
In den 1990er Jahren entstanden aufgrund der bevorzugten Lage am Stadtrand Dresdens durch Suburbanisierung neue Einfamilienhäuser am westlichen Ortsrand. 2005 wurde die nordöstlich des Orts verlaufende Bundesautobahn 17 mit der Anschlussstelle und Autobahnmeisterei „Dresden-Prohlis“ und der Ortsumgehung Goppeln / Rippien Staatsstraße 191 errichtet.
Im Zuge der 1996 erfolgten Eingemeindung nach Bannewitz erhielt Goppeln seinen heutigen Status als Ortschaft, zu welcher außer Goppeln selbst auch die Ortsteile Golberode und Gaustritz gehören. Kauscha, das ebenfalls Teil dieser Ortschaft war, gehört seit 1999 zu Dresden.

## Geschichte

### Historische Daten
Auszug aus der Kulturgeschichte von Goppeln:
| 1286    | Erste urkundliche Erwähnung als Guppil |
| 1288    | Markgräfin Elisabeth, Witwe des Markgrafen Heinrich des Erlauchten, schenkte ihre Besitzungen in Goppeln dem Mönchskloster Altzelle, zuzüglich Patronatsrecht und Blutgerichten.                                                                      |
| 1307    | Leubnitzer Mönche betrieben erfolgreich ausgedehnten Hopfenanbau. |
| 1370    | Einige Teile von Goppeln gehörten nach Absprache mit dem Abt des Klosters Altzelle dem Augustiner Kloster Alten-Dresden. |
| 1539    | Durchbruch der Reformation |
| 1776    | Einführung des Kartoffelanbaus in Goppeln nach den Hungerjahren von 1771 und 1772 |
| 1813    | Deutsche Truppen marschierten am 27. August nach der Schlacht bei Dresden über Kauscha und Sobrigau Richtung Süden. Verfolgung über Possendorf und Dippoldiswalde durch französische Heeresteile. Napoleon durchquerte am 29. August den Ort Goppeln. |
| 1890    | Beschluss der Gemeinden Goppeln, Kauscha und Golberode zur Gründung einer Schulgemeinde und Bau eines Schulgebäudes |
| 19. Jh. | Goppeln wird als Malerdorf bekannt. |
| 1910    | Zusammenschluss Goppelner Bauern und Hausbesitzer zu einer Wassergenossenschaft |
| 1912    | Eine Gasleitung wird nach Goppeln verlegt. |
| 1920    | Anschluss an das Stromnetz |
| 1923    | Gründung der Kongregation der Nazarethschwestern vom hl. Franziskus durch Mutter Augustina |
| 1929    | Einweihung des neuerrichteten Kinderheims der Nazarethschwestern |
| 1995    | Eröffnung des Altenheims St. Clara der Nazarethschwestern |
| 1996    | Eingemeindung nach Bannewitz |

### Entwicklung der Einwohnerzahl
| Jahr    | Einwohnerzahl                                              |
| ------- | ---------------------------------------------------------- |
| 1547/52 | 16 besessene Mann, 13 Inwohner, 16½ Hufen                  |
| 1764    | 15 besessene Mann, 2 Häusler, 17 Hufen, 24 bis 27 Scheffel |
| 1834    | 139                                                        |
| 1871    | 212                                                        |
| 1890    | 179                                                        |
| 1910    | 170                                                        |
| 1925    | 192                                                        |

| Jahr | Einwohner |
| ---- | --------- |
| 1939 | 324       |
| 1946 | 377       |
| 1950 | 325       |
| 1964 | 817       |
| 1990 | 645       |
| 2012 | 805       |

### Ortsnamenformen
Der Name des Ortes Goppeln änderte sich historisch wie folgt:
- 1286: Guppil, Guppyl,
- 1288: Guppel,
- 1350: Cuppel, Gupil,
- 1445/47: Goppel und
- 1500: Goppellnn.[3]

## Kloster
In Goppeln befindet sich seit den 1920er Jahren das Mutterhaus der Nazarethschwestern vom hl. Franziskus, einer römisch-katholischen Frauenkongregation, die von Augustina Schumacher gegründet wurde.
Zu DDR-Zeiten betreuten die Schwestern in der Anlage ein Kinderheim, das in den 1990er Jahren zum katholischen Alten- und Pflegeheim St. Clara umgebaut wurde. Hier fand 1998 auch Kardinal Groër einige Monate Zuflucht. Das Kloster bietet auch heute noch Platz für Senioren, die ihren Lebensabend an einem idyllischen Ort ausklingen lassen wollen. Bekannt ist es durch sein Kloster-Café, was rege von den dort wohnhaften Nonnen, aber auch von Touristen und Bewohnern genutzt wird. Die Einnahmen dienen der Erhaltung des Klosters und anderen wohltätigen Zwecken.

## Malerdorf
Der Ort wurde im letzten Jahrzehnt des 19. Jahrhunderts als Malerdorf bekannt. Eine Gruppe junger Künstler schloss sich hier in einer Künstlerkolonie zusammen. Die Goppelner Künstlerkolonie zeichnete sich aus durch ihre Spezialisierung auf Freiluftmalerei und Impressionismus und wurde so als „Goppelner Schule“ zu einem Begriff in der Kunstgeschichte.
Auch die Brücke-Maler Ernst Ludwig Kirchner und Max Pechstein arbeiteten für kurze Zeit in Goppeln. Mancher von ihnen gründete anschließend anderenorts eine neue Künstlerkolonie oder siedelte in eine andere um.

### Künstler
- Carl Bantzer (1857–1941)
- Paul Baum (1859–1932)
- Walter Besig (1869–1950)
- Wilhelm Claudius (1854–1942)
- Georg Estler (1860–1954)
- Otto Fischer (1870–1947)
- Hermann Gattiker (1865–1950)
- Georg Gröne (1864–1935)
- Ernst Ludwig Kirchner (1880–1938)
- Oskar Kruse-Lietzenburg (1847–1919)
- Gotthardt Kuehl (1850–1915)
- Georg Müller-Breslau (1856–1911)
- Max Pechstein (1881–1955)
- Max Pietschmann (1865–1952)
- Wilhelm Georg Ritter (1850–1926)
- Sascha Schneider (1870–1927)
- Max Seliger (1865–1920)
- Robert Sterl (1867–1932)
- Hans Unger (1872–1936)
- Emil Voigtländer-Tetzner (1851–1908)
- Emilie Mediz-Pelikan (1861–1908)
- Karl Mediz (1868–1945)